# Axel Gottlieb Bergström
Axel Gottlieb Bergström, född 27 juni 1786 i Jakob och Johannes församling, död 10 september 1853 i Sankt Nikolai församling, Stockholm, var en svensk bokhållare.

## Biografi
Axel Gottlieb Bergström föddes 1786 i Stockholm. Bergström, som var bokhållare i Sveriges riksbank, var en av stiftarna av det gamla Harmoniska Sällskapet. Han var en synnerlig gynnare och befordrare av tonkonsten och bland andra Andreas Gehrman och Ludvig Norman erhöll understöd och uppmuntran av honom. Bergström invaldes som ledamot av Kungliga Musikaliska Akademien 1848. Bergström avled 10 september 1853 i Sankt Nikolai församling, Stockholm.

### Familj
Bergström var gift med Christina Gustafva Hjort (född 1793). De fick tillsammans barnen Theresia Brynilda (född 1817), Svea Alarik (född 1821), Hedvig Walfrid Gunnila (född 1825) och Uno Skoglar (född 1823).